# France Aviation
France Aviation est une revue interne de la compagnie aérienne Air France consacrée à l’aviation.

## Généralités
La revue France aviation est créée en 1954 sous la présidence de Max Hymans. 
Son directeur-gérant est Jean Roubaud qui fut directeur du personnel de la compagnie. 
À l’origine, elle est surtout destinée aux membres du personnel de la compagnie nationale comme le proclame son slogan de magazine de la compagnie Air France. 
Elle comprend aussi bien des articles techniques et touristiques que des informations concernant les mutations de personnel et laisse une place de choix aux petites annonces, à la description d’événements locaux au sein des représentations d’Air France, à des passe-temps et des concours. 
En 1979, un changement important intervient avec l’adoption d’un format magazine. 
En 1991, la revue opère un nouveau changement de forme et d’aspect graphique. Malgré de constantes améliorations qui en font depuis longtemps un magazine ayant dépassé le strict cadre de la compagnie, la publication cesse avec le numéro de décembre 1992 comportant un dossier sur le transport au contact. 
A cette occasion, la publication de l’ensemble des journaux internes est également suspendue.

## Journalistes
Francine Cousteau, femme du célèbre commandant Jacques-Yves Cousteau, a été correspondante régulière pour le magazine parallèlement à sa carrière d’hôtesse de l'air puis de cadre supérieur au sein de la compagnie nationale.